# Agrippina (ifjabb)
Agrippina Minor Germanicus és Agrippina Maior lánya, Caligula császár testvére, Claudius unokahúga és később felesége. Cnaeus Domitius Ahenobarbusszal való házasságából született a hírhedt római császár, Nero.

## Jegyzetek

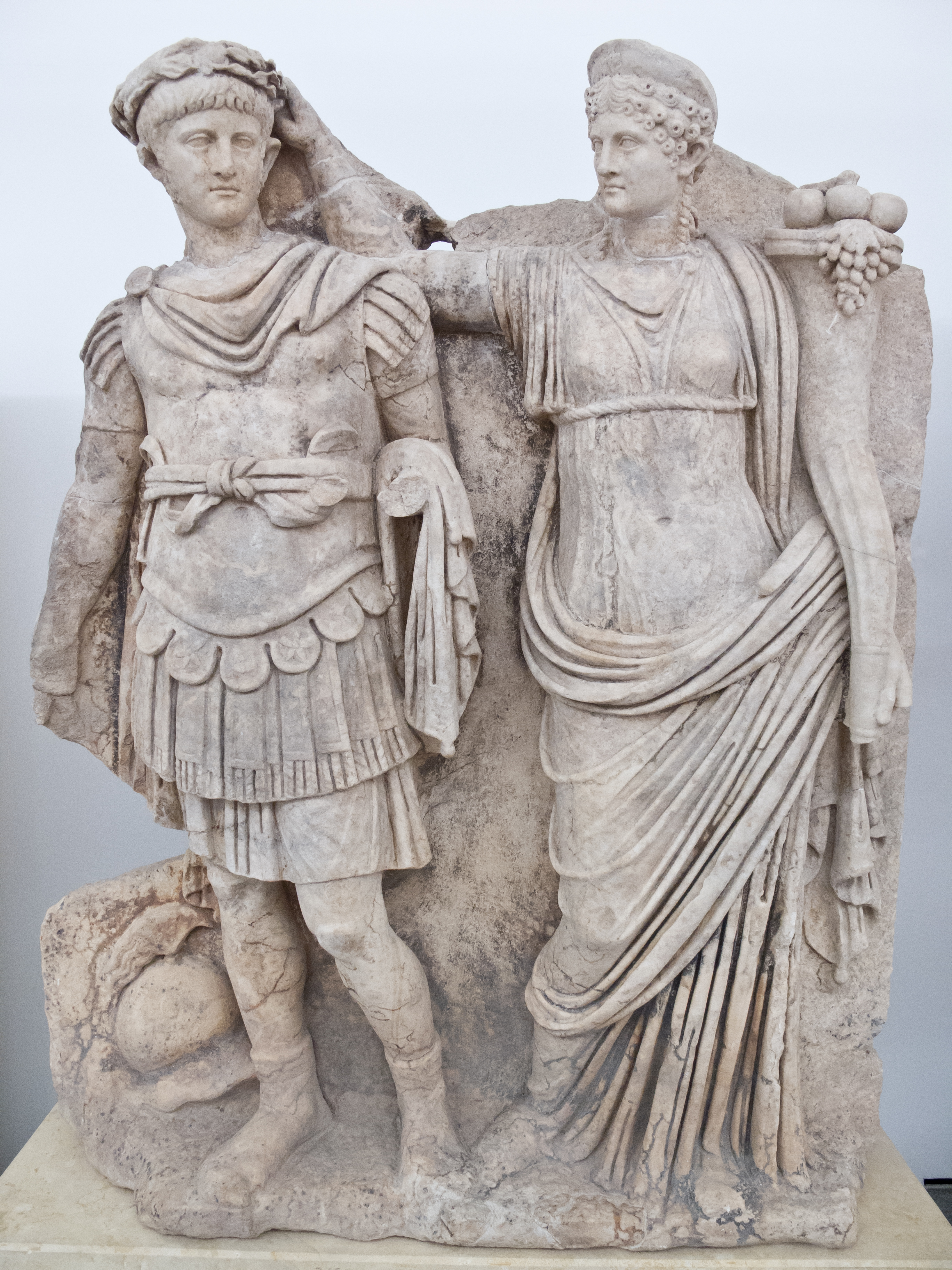
Agrippina megkoronázza fiát, Nérót (i. sz 54–59 körül készült szobor)